# Lijst van voetbalinterlands Congo-Kinshasa - Ivoorkust
Deze lijst van voetbalinterlands is een overzicht van alle officiële voetbalwedstrijden tussen de nationale teams van Congo-Kinshasa (dat van 1971 tot 1997 Zaïre heette) en Ivoorkust. De Afrikaanse landen hebben tot op heden 21 keer tegen elkaar gespeeld. De eerste ontmoeting was een wedstrijd tijdens een vriendschappelijk toernooi in Dakar (Senegal) op 16 april 1963. Het laatste duel, een halve finale van de Afrika Cup 2023, werd gespeeld op 7 februari 2024 in Abidjan.

## Wedstrijden
| №  | Plaats      | Datum            | Competitie                           | Wedstrijd                  | Uitslag |
| -- | ----------- | ---------------- | ------------------------------------ | -------------------------- | ------- |
| 1  | Dakar       | 16 april 1963    | Vriendschappelijk                    | Ivoorkust − Congo-Kinshasa | 1 − 0   |
| 2  | Brazzaville | 19 juli 1965     | Afrikaanse Spelen 1965               | Ivoorkust − Congo-Kinshasa | 1 − 1   |
| 3  | Bizerte     | 14 november 1965 | Afrika Cup 1965                      | Ivoorkust − Congo-Kinshasa | 3 − 0   |
| 4  | Abidjan     | 5 maart 1985     | Vriendschappelijk                    | Ivoorkust − Zaïre          | 2 − 1   |
| 5  | Kinshasa    | 24 november 1985 | Vriendschappelijk                    | Zaïre − Ivoorkust          | 1 − 2   |
| 6  | Abidjan     | 18 maart 1987    | Vriendschappelijk                    | Ivoorkust − Zaïre          | 2 − 1   |
| 7  | Abidjan     | 22 maart 1987    | Vriendschappelijk                    | Ivoorkust − Zaïre          | 1 − 3   |
| 8  | Casablanca  | 16 maart 1988    | Afrika Cup 1988                      | Zaïre − Ivoorkust          | 1 − 1   |
| 9  | Abidjan     | 1 juni 1989      | Vriendschappelijk                    | Ivoorkust − Zaïre          | 1 − 1   |
| 10 | Kinshasa    | 5 januari 1992   | Vriendschappelijk                    | Zaïre − Ivoorkust          | 2 − 0   |
| 11 | Kinshasa    | 10 maart 2001    | WK 2002 kwalificatie                 | Congo-Kinshasa − Ivoorkust | 1 − 2   |
| 12 | Abidjan     | 27 juli 2001     | WK 2002 kwalificatie                 | Ivoorkust − Congo-Kinshasa | 1 − 2   |
| 13 | Kayes       | 29 januari 2002  | Afrika Cup 2002                      | Congo-Kinshasa − Ivoorkust | 3 − 1   |
| 14 | Rouen       | 8 februari 2005  | Vriendschappelijk                    | Ivoorkust − Congo-Kinshasa | 2 − 2   |
| 15 | Kinshasa    | 11 oktober 2014  | Afrika Cup 2015 kwalificatie         | Congo-Kinshasa − Ivoorkust | 1 − 2   |
| 16 | Abidjan     | 15 oktober 2014  | Afrika Cup 2015 kwalificatie         | Ivoorkust − Congo-Kinshasa | 3 − 4   |
| 17 | Bata        | 4 februari 2015  | Afrika Cup 2015                      | Congo-Kinshasa − Ivoorkust | 1 − 3   |
| 18 | Oyem        | 20 januari 2017  | Afrika Cup 2017                      | Ivoorkust − Congo-Kinshasa | 2 − 2   |
| 19 | Amiens      | 13 oktober 2019  | Vriendschappelijk                    | Ivoorkust − Congo-Kinshasa | 3 − 1   |
| 20 | Annaba      | 18 januari 2023  | African Championship of Nations 2022 | Congo-Kinshasa − Ivoorkust | 0 − 0   |
| 21 | Abidjan     | 7 februari 2024  | Afrika Cup 2023                      | Ivoorkust − Congo-Kinshasa | 1 − 0   |

## Samenvatting
| Competitie                      | Totaal gespeeld | Winst Congo-Kinshasa | Gelijk | Winst Ivoorkust | Doelsaldo Congo-Kinshasa – Ivoorkust |
| ------------------------------- | --------------- | -------------------- | ------ | --------------- | ------------------------------------ |
| WK-kwalificatie                 | 2               | 1                    | 0      | 1               | 3 − 3                                |
| Afrika Cup                      | 6               | 1                    | 2      | 3               | 7 − 11                               |
| Afrika Cup-kwalificatie         | 2               | 1                    | 0      | 1               | 5 − 5                                |
| African Championship of Nations | 1               | 0                    | 1      | 0               | 0 − 0                                |
| Afrikaanse Spelen               | 1               | 0                    | 1      | 0               | 1 − 1                                |
| Vriendschappelijk               | 9               | 2                    | 3      | 4               | 12 − 14                              |
| Totaal                          | 21              | 5                    | 7      | 9               | 28 − 34                              |

Wedstrijden bepaald door strafschoppen worden, in lijn met de FIFA, als een gelijkspel gerekend.

## Details

### Vijftiende ontmoeting
| Afrika Cup 2015 kwalificatie (Kinshasa, Congo-Kinshasa, 11 oktober 2014): |       |                                  |
| Congo-Kinshasa                                                            | 1 – 2 | Ivoorkust                        |
| Cédric Mongongu 68' (pen.)                                                | goals | 23' Wilfried Bony 83' Max Gradel |

### Zestiende ontmoeting
| Afrika Cup 2015 kwalificatie (Abidjan, Ivoorkust, 15 oktober 2014): |       |                                                                              |
| Ivoorkust                                                           | 3 – 4 | Congo-Kinshasa                                                               |
| Yaya Touré 24' Salomon Kalou 68' Salomon Kalou 72'                  | goals | 21' Neeskens Kebano 33' Junior Kabananga 36' Jeremy Bokila 88' Jeremy Bokila |

### Zeventiende ontmoeting
| Halve finales Afrika Cup 2015 (Bata, Equatoriaal-Guinea, 4 februari 2015): |       |                                                |
| Congo-Kinshasa                                                             | 1 – 3 | Ivoorkust                                      |
| Dieumerci Mbokani 24' (pen.)                                               | goals | 20' Yaya Touré 41' Gervinho 68' Wilfried Kanon |

### Achttiende ontmoeting
| Afrika Cup 2017 (Oyem, Gabon, 20 januari 2017): |       |                                         |
| Ivoorkust                                       | 2 – 2 | Congo-Kinshasa                          |
| Wilfried Bony 25' Serey Dié 67'                 | goals | 9' Neeskens Kebano 28' Junior Kabananga |

FECOFA · Bondscoaches · Selecties · A-internationals · Vrouwenelftal van Congo-Kinshasa
1960 – 1969 ·
1970 – 1979 ·
1980 – 1989 ·
1990 – 1999 ·
2000 – 2009 ·
2010 – 2019 ·
2020 – 2029
AC 1965 ·
AC 1968 ·
AC 1970 ·
AC 1972 ·
AC 1974 ·
WK 1974 ·
AC 1976 ·
AC 1988 ·
AC 1992 ·
AC 1994 ·
AC 1996 ·
AC 1998 ·
AC 2000 ·
AC 2002 ·
AC 2004 ·
AC 2006 ·
AC 2013
1963 ·
1964 · 
1965 ·
1966 · 
1967 ·
1968 · 
1969 ·
1970 · 
1971 ·
1972 · 
1973 ·
1974 · 
1975 · 
1976 ·
1977 · 
1978 ·
1979 ·
1979 · 
1980 ·
1980 · 
1981 ·
1982 ·
1983 ·
1984 · 
1985 ·
1986 · 
1987 ·
1988 · 
1989 ·
1990 · 
1991 ·
1992 · 
1993 ·
1994 · 
1995 ·
1996 · 
1997 ·
1998 · 
1999 ·
2000 · 
2001 ·
2002 · 
2003 ·
2004 · 
2005 · 
2006 ·
2007 · 
2008 ·
2009 · 
2010 · 
2011 ·
2012 · 
2013 · 
2014 ·
2015 ·
2016 ·
2017 ·
2018 ·
2019 ·
2020 ·
2021 ·
2022 ·
2023
Algerije ·
Angola ·
Bahrein ·
Benin ·
Botswana ·
Brazilië ·
Burkina Faso ·
Burundi ·
Centraal-Afrikaanse Republiek ·
China ·
Congo-Brazzaville ·
Djibouti ·
Egypte ·
Equatoriaal-Guinea ·
Ethiopië ·
Gabon ·
Gambia ·
Ghana ·
Guinee ·
Irak ·
Ivoorkust ·
Joegoslavië ·
Kaapverdië ·
Kameroen ·
Kenia ·
Lesotho ·
Liberia ·
Libië ·
Madagaskar ·
Malawi ·
Mali ·
Marokko ·
Mauritanië ·
Mauritius ·
Mexico ·
Mozambique ·
Namibië ·
Nieuw-Zeeland ·
Niger ·
Nigeria ·
Oeganda ·
Oman ·
Qatar ·
Roemenië ·
Rwanda ·
Saoedi-Arabië ·
Schotland ·
Senegal ·
Seychellen ·
Sierra Leone ·
Soedan ·
Swaziland ·
Tanzania ·
Togo ·
Tsjaad ·
Tunesië ·
Zambia ·
Zimbabwe ·
Zuid-Afrika ·
Zuid-Soedan
FIF · A-internationals · Selecties · Bondscoaches · Statistieken · Ivoriaans vrouwenelftal · Ivoorkust U21 · Ivoorkust U20 · Ivoorkust U19 · Ivoorkust U18 · Ivoorkust U17
1960 – 1969 ·
1970 – 1979 ·
1980 – 1989 ·
1990 – 1999 ·
2000 – 2009 ·
2010 – 2019 ·
2020 − 2029
WK 2006 · 
WK 2010 · 
WK 2014
OS 2008 · 
OS 2020
1960 ·
1961 ·
1962 ·
1963 ·
1964 · 
1965 ·
1966 · 
1967 ·
1968 ·
1969 ·
1970 ·
1971 ·
1972 ·
1973 ·
1974 ·
1975 ·
1976 ·
1977 ·
1978 · 
1979 ·
1980 ·
1981 · 
1982 ·
1983 ·
1984 ·
1985 ·
1986 ·
1987 ·
1988 ·
1989 ·
1990 ·
1991 ·
1992 · 
1993 · 
1994 · 
1995 · 
1996 · 
1997 · 
1998 · 
1999 · 
2000 · 
2001 · 
2002 · 
2003 · 
2004 · 
2005 · 
2006 · 
2007 · 
2008 · 
2009 · 
2010 · 
2011 · 
2012 · 
2013 ·
2014 ·
2015 ·
2016 ·
2017 ·
2018 ·
2019 ·
2020 ·
2021 ·
2022 ·
2023 ·
2024
Algerije ·
Angola ·
Argentinië ·
België ·
Benin ·
Bosnië en Herzegovina ·
Botswana ·
Brazilië ·
Burkina Faso ·
Burundi ·
Centraal-Afrikaanse Republiek ·
Chili ·
Colombia ·
Comoren ·
Congo-Brazzaville ·
Congo-Kinshasa ·
Duitsland ·
Egypte ·
El Salvador ·
Engeland ·
Equatoriaal-Guinea ·
Ethiopië ·
Frankrijk ·
Gabon ·
Gambia ·
Ghana ·
Griekenland ·
Guinee ·
Guinee-Bissau ·
Hongarije ·
Israël ·
Italië ·
Japan ·
Jordanië ·
Kameroen ·
Kenia ·
Koeweit ·
Lesotho ·
Liberia ·
Libië ·
Madagaskar ·
Malawi ·
Mali ·
Marokko ·
Mauritanië ·
Mauritius ·
Mexico ·
Moldavië ·
Mozambique ·
Namibië ·
Nederland ·
Niger ·
Nigeria ·
Noord-Korea ·
Oeganda ·
Oostenrijk ·
Paraguay ·
Polen ·
Portugal ·
Qatar ·
Roemenië ·
Rusland ·
Rwanda ·
Senegal ·
Servië en Montenegro ·
Seychellen ·
Sierra Leone ·
Slovenië ·
Soedan ·
Spanje ·
Tanzania ·
Togo ·
Tsjaad ·
Tunesië ·
Turkije ·
Uruguay ·
Verenigde Staten ·
Zambia ·
Zimbabwe ·
Zuid-Afrika ·
Zuid-Korea ·
Zweden ·
Zwitserland
Argentinië (2006) · 
Colombia (2014) ·
Ghana (2015) ·
Griekenland (2014) · 
Japan (2014) ·  
Nederland (2006) · 
Noord-Korea (2010) · 
Servië en Montenegro (2006) ·
Zambia (2012)